# План экономической стабилизации 1985 года
В 1985 году, когда к власти пришло двадцать первое правительство Израиля, была запущена программа экономической стабилизации. Её целью было снижение уровня инфляции, восстановление платёжного баланса и обеспечение стабильности в экономике. Программа оказалась успешной и стала поворотным моментом в экономической политике страны. Постепенно она перешла от централизованного социалистического подхода к более либеральным и капиталистическим принципам.
Успех программы и стремление сохранить устойчивость бюджета привели к существенному повышению статуса бюджетного отдела Министерства финансов. В результате был принят закон об урегулировании, который продолжает оказывать значительное влияние на экономику Израиля.

## Экономические программы
Начиная со второй половины 1970-х годов, после войны Судного дня, инфляция в Израиле стала стремительно расти. Средний уровень инфляции в период с 1967 по 1971 год составлял 2,0 процента, однако уже через три года после этого он вырос до 14,4 процента, а в период с 1974 по 1977 год — до 36,6 процента. В последующие годы инфляция продолжала набирать обороты, сначала достигнув среднего уровня около 70 процентов, а затем, в первые три года 1980-х годов, превысив 133 процента. В 1984 году инфляция приблизилась к отметке 440 процентов.
Михаэль Бруно, который позже стал управляющим Банка Израиля и считается отцом программы экономической стабилизации, совместно со Стэнли Фишером (представителем США, сопровождавшим программу, а затем управляющим Банка Израиля) провели множество исследований, посвященных экономическому кризису. В одном из своих трудов, «Кризис в Израиле и экономическая реформа: историческая перспектива», опубликованном в 1989 году, Бруно детально рассмотрел процесс, который привел к экономическому кризису:

В первой половине 1960-х годов, как и в 1950-х, бюджет был почти сбалансированным. Однако в период между Шестидневной войной и войной Судного дня, в так называемый «золотой век», экономика столкнулась с дефицитом, который достиг 12,6 % от ВВП. В это время наблюдался значительный рост гражданского потребления, инвестиций и субсидий, особенно военных расходов. Благодаря быстрому экономическому росту, стало очень легко брать кредиты как внутри страны, так и за рубежом. Правительство также смогло занять значительные суммы у Банка Израиля, что привело к печати денег в относительно стабильной экономике. Это заложило первые основы будущих проблем. Период расширения характеризовался психологическим настроением «мы можем делать всё». Это позволило увеличить государственные расходы по всем направлениям: на безопасность, развитие и особенно на социальное обеспечение. Многие экономисты, включая авторов этих статей, считали, что такая процветающая экономика позволяет перераспределить национальный доход в пользу малообеспеченных слоев общества.

В этот период Бруно отметил тенденцию к увеличению государственных расходов. Доля государственных расходов в ВВП возросла с 36,8 процента в 1960—1966 годах до 76 процентов в 1973—1984 годах. Особенно заметно выросли трансфертные выплаты, такие как социальное обеспечение, которые увеличились в три раза, субсидии — в четыре раза, а также расходы на безопасность, которые также значительно возросли.
В период с начала 1960-х до начала 1980-х годов дефицит государственного сектора увеличился с 1,3 процента до 17,3 процента. Однако правительство не стремилось сократить государственные расходы. Две попытки, предпринятые в 1976 и 1979 годах, оказались безуспешными. Как отмечают Бруно и Фишер:

Правительство не смогло скорректировать свои приоритеты в соответствии с изменившимися условиями, будь то внешние факторы, такие как резкий скачок цен на сырье и последующий глобальный экономический спад, или внутренние проблемы, включая увеличение расходов на оборону и замедление темпов роста рабочей силы. После 1973 года единственной частью бюджета, которая была сокращена, стали прямые государственные инвестиции в инфраструктуру.

Чтобы финансировать дальнейшее расширение государственного сектора и политику социального обеспечения, государство было вынуждено увеличить свои внутренние и внешние заимствования. Отношение внутреннего и внешнего долга к ВВП возросло с менее 100 процентов в 1970 году до 151 процента в 1975-м, 179 процентов в 1980-м и 221 процента в 1985-м. Это увеличение долга имело серьёзные последствия для рынка. Сбор средств правительством привел к тому, что частный сектор начал уходить с рынка капитала, так как инвестиции в государственные займы стали более прибыльными. Это, в свою очередь, негативно повлияло на инвестиционный климат и экономический рост. Одновременно растущий долг ограничивал возможности денежно-кредитной политики, поскольку растущая часть государственного бюджета была связана с необходимостью финансирования погашения кредитов. Чтобы сохранить масштабы государственного сектора, правительство было вынуждено постоянно увеличивать темпы инфляции.

## Обострение экономической ситуации
В 1982 году министр финансов Йорам Аридор предпринял попытку замедлить инфляцию, обесценив «старый» шекель с более медленными темпами, чем рос индекс. Однако фактическое повышение курса шекеля не смогло остановить инфляцию, которая уже набирала обороты, словно по смазанным колесам сложных механизмов. С другой стороны, это способствовало ухудшению дефицита платёжного баланса. После кризиса с банковскими акциями Йорам Аридор ушёл в отставку, и на его место был назначен экономист Игаль Коэн Оргад. Экономические проблемы Израиля усугубляются, прежде всего, трёхзначной инфляцией, дефицитом платёжного баланса, который уже снизил валютные резервы страны до рискованных уровней, и высоким уровнем долга.
После выборов в одиннадцатый Кнессет и формирования правительства единства под руководством Шимона Переса в сентябре 1984 года Ицхак Модаи был назначен министром финансов. Осознавая угрозу инфляции и снижения резервов, премьер-министр и министр финансов незамедлительно приступили к активным действиям в экономической сфере. 12 ноября 1984 года правительство, организации и промышленники подписали соглашение о стабилизации экономики, известное как «сделка по пакету A». Эта мера была направлена на сдерживание роста цен, контроль за их ростом и сокращение государственного бюджета. Спустя всего несколько месяцев была заключена «сделка по пакету B». Однако обе эти меры оказались неспособными остановить стремительную инфляцию. После нескольких месяцев, когда индексы цен оставались в пределах однозначных значений, в зимние месяцы произошли резкие скачки: в феврале 1985 года индекс цен вырос на 13,5 %, в марте — на 12 %, а в апреле — на 19,38 %. Этот индекс, опубликованный 15 мая 1985 года, получил название «Индекс шока».
19 мая правительство приняло решение о введении чрезвычайных мер. В частности, были рассмотрены следующие шаги:
- Заморозка государственных обязательств;
- Ускорение процесса внесения поправок в закон о Банке Израиля, которые ограничивают возможность печатания денег и выплаты правительством ссуд;
- Увеличение налога на поездки со 150 до 300 долларов.

## Экономический план
Утром в понедельник, 1 июля 1985 года, правительство представило всеобъемлющий и решительный экономический план.
1. Сокращение бюджетного дефицита в рамках стремления к балансу бюджета.
2. Борьба с высокой инфляцией на рынке путём снижения и замораживания заработной платы, цен, кредита и обменного курса.

Правительство объявило чрезвычайное экономическое положение на три месяца, что позволило ему действовать в одностороннем порядке, нарушая общепринятые институциональные соглашения в экономике, включая, но не ограничиваясь, соглашения о заработной плате с организациями.

### Сокращение государственного дефицита
План предполагал значительное сокращение дефицита — на сумму 750 миллионов долларов:
- Около трети этих средств будет сэкономлено благодаря сокращению государственных расходов. Это произойдет за счёт уменьшения объёма государственных услуг, включая сокращение количества государственных служащих;
- Примерно треть из них будет направлена на увеличение государственных доходов благодаря принятию закона о налогообложении в условиях инфляции и введению дополнительного налога на компании и самозанятых лиц;
- Последняя треть была достигнута за счёт уменьшения государственных трансфертных платежей, в первую очередь субсидий на товары и услуги.

### Замораживание цен, обменных курсов и заработной платы
Центральным элементом плана стабилизации стала система так называемых «номинальных якорей», которые были созданы для того, чтобы удерживать уровень цен на определённом уровне:
- В рамках чрезвычайного положения, а затем и специального закона, было объявлено о государственном контроле за ценами на многие товары и услуги, которые составляют значительную часть потребительской корзины среднестатистического гражданина. Сокращение субсидий привело к резкому росту цен на основные продукты, и правительство приняло решение заморозить их на высоком уровне;
- Фиксация обменного курса (Курс шекеля по отношению к доллару снизился на 18,8 %. Новый курс составил 1500 старых шекелей за доллар, что эквивалентно 1,5 новым шекелям, введенным в обращение в сентябре 1985 года. В 1989 году эта фиксация была преобразована в мобильную полосу, которая обслуживала спекулятивные покупки на рынке Форекс);
- Общее замораживание заработной платы.

### Дальнейшие действия
В рамках программы были проведены серьёзные изменения в системе управления государственным бюджетом:
- «Закон о непечатании» — это поправка к закону о Банке Израиля[ивр.], которая запрещает банку печатать деньги для покрытия государственного дефицита;
- «Закон об урегулировании[ивр.]» — для успешной реализации плана был предложен новый правовой механизм, получивший название закона об урегулировании. Этот закон должен был объединить с бюджетным законом законы и постановления, способствующие эффективной реализации плана по стабилизации экономики;
- Принят закон «Об основах бюджета[ивр.]», который устанавливает принципы государственного бюджета;
- Отмена депозитов ТТМ (депозитов местных жителей) — запрет на покупку иностранной валюты на банковских счетах для граждан Израиля, за исключением операций с валютными инструментами;
- Обмен валюты (4 сентября в обращение поступили монеты и банкноты нового шекеля. Он официально заменил старый шекель 1 января 1986 года);
- США предоставили щедрую помощь. Администрация Рейгана, помимо «обычной» ежегодной помощи в размере трёх миллиардов долларов, оказала чрезвычайную поддержку в размере полутора миллиардов долларов в рамках программы стабилизации[3].

## Успех программы
В отличие от предыдущих сделок с частичной продажей, эта программа оказалась невероятно успешной и даже послужила образцом для аналогичных проектов в других странах. Основные цели Программы были достигнуты:
- В июле 1985 года индекс инфляции достиг аномально высокого уровня, увеличившись на 27 %. В последующие месяцы, с августа по октябрь, показатели инфляции варьировались от 3 до 4 %. Однако в целом они отражали снижение уровня инфляции, который сразу же упал до 18-20 процентов в год. В течение следующих десяти лет уровень инфляции в Израиле неуклонно снижался, пока не достиг однозначных значений в год.

Население столкнулось с серьёзными проблемами из-за того, что банки не были вынуждены снижать процентные ставки по кредитам. В результате инфляция быстро снизилась с 440 % до примерно 20 % в год, однако банки продолжали взимать высокие проценты, которые отражали более высокую инфляцию, несмотря на её падение. Это привело к многочисленным банкротствам в частном и деловом секторах, что совпало с резким ростом прибыльности банков. Со временем процентные ставки были снижены, но доверие людей к банкам было серьёзно подорвано.
Однако попытки поддержать экономический рост не увенчались успехом, и экономика оставалась в состоянии рецессии. Это было усугублено отсутствием последовательности в мерах по сокращению государственных расходов. Экономический рост возобновился только в 1989 году, когда израильская экономика быстро выросла примерно на 20 процентов после притока иммигрантов из бывшего Советского Союза.

## Критика
Некоторые считают, что программа стабилизации стала поворотным моментом, после которого социально-экономические различия в израильском обществе стали более заметными. Одним из самых активных критиков этой программы является экономист Эстер Александер. Критики программы утверждают, что сдерживание гиперинфляции стало возможным благодаря пакетной сделке, заключённой между правительством, Федерацией и организациями работодателей. Однако в феврале 1985 года правительство отказалось от ключевых принципов этой сделки, которая предусматривала субсидии на цены и готовность рабочих отказаться от повышения стоимости. Вместо этого оно решило воспользоваться кризисом, чтобы провести глубокие изменения в характере национальной экономики, которые принесут выгоду капиталистам. В 1980-х годах этот метод использования кризисов, который частично был спровоцирован для поддержки процессов приватизации и неолиберальной политики, получил широкое распространение во всем мире. Наоми Кляйн назвала его «шоковой доктриной».